# Codice di procedura penale italiano del 1913
Il codice di procedura penale italiano del 1913 sostituì l'analogo codice di procedura del 1865.
La necessità di un nuovo codice di procedura penale emersero già nei primi anni successivi all'unificazione: numerose critiche erano state rivolte al codice del 1865, definito dal giurista Francesco Carrara "indegno [...] di un popolo che dicesi libero", e nel 1892 era stata istituita una commissione con lo scopo di redigere il progetto di un nuovo codice. Esso fu promulgato nel 1913 su proposta del Ministro di Grazia e Giustizia Camillo Finocchiaro Aprile.
Pur conservando il sistema misto inquisitorio-accusatorio, esso innovava rispetto al modello napoleonico, in quanto riconosceva ampi diritti all'accusato già nel corso della fase istruttoria. Il difensore dell'imputato aveva il diritto di assistere con preavviso alle perizie, agli esperimenti giufiziali ed alle ricognizioni; poteva assistere senza preavviso alle perquisizioni domiciliari. Inoltre il difensore aveva il diritto di prendere visione dei verbali degli atti predetti, oltre che dei sequestri, delle perquisizioni personali, delle ispezioni e dell'interrogatorio dell'imputato (al quale, però, non poteva asistere). Essenzialmente, durante l'istruzione, restavano segrete soltanto le testimonianze.
Nel dibattimento per i reati più gravi fu introdotta la giuria popolare. Al termine del dibattimento, la giuria decideva sul fatto, e cioè sulla reità o meno dell'imputato. Alla discussione erano presenti il pubblico ministero ed il difensore; la giuria deliberava mediante schede segrete sui quesiti formulati dal presidente. Ove fosse pronunciata condanna, i giudici togati determinavano la quantità della pena.
Le istanze di sua modifica emersero già nel primo dopoguerra, quando Luigi Lucchini:
(Fernando Venturini, LUIGI LUCCHINI, MAGISTRATO E POLITICO, Studi Storici, Anno 51, No. 4, La Magistratura italiana tra età liberale e fascismo. OTTOBRE-DICEMBRE 2010, p. 928)
L'arrivo al potere di Benito Mussolini e l'instaurazione del regime fascista portarono ad una progressiva cancellazione della separazione dei poteri, con il conseguente asservimento della magistratura al governo. A tale scopo furono avviati lavori preparatori per la promulgazione di un nuovo codice di procedura penale, che fu promulgato nel 1930 su proposta del Ministro Alfredo Rocco.
Il Codice di procedura penale del 1913 fu recepito nel 1929 dalla Città del Vaticano tramite i Patti Lateranensi e vi è tuttora in vigore, non avendo il Vaticano mai recepito il Codice Rocco del 1930 ed il Codice Vassalli del 1988.

## Struttura
Il codice era costituito da 653 articoli, compresi in quattro libri:
| Libro primo   | Disposizioni generali                                                                |
| ------------- | ------------------------------------------------------------------------------------ |
| Titolo I      | Delle azioni che hanno causa nel reato (Artt. 1–13)                                  |
| Titolo II     | Del giudice (Artt. 14–52)                                                            |
| Titolo III    | Delle parti e dei difensori (Artt. 53–82)                                            |
| Titolo IV     | Degli atti processuali (Artt. 83–148)                                                |
|               |                                                                                      |
| Libro secondo | Dell'istruzione                                                                      |
| Titolo I      | Degli atti iniziali (Artt. 149–186)                                                  |
| Titolo II     | Dell'istruzione formale (Artt. 187–276)                                              |
| Titolo III    | Dell'istruzione sommaria (Artt. 277–294)                                             |
| Titolo IV     | Della riapertura dell'istruzione (Artt. 295–297)                                     |
| Titolo V      | Del decreto penale (Artt. 298–302)                                                   |
| Titolo VI     | Della libertà personale dell'imputato (Artt. 303–341)                                |
| Titolo VII    | Dei mezzi di impugnazione (Artt. 342–350)                                            |
|               |                                                                                      |
| Libro terzo   | Del giudizio                                                                         |
| Titolo I      | Degli atti preliminari (Artt. 351–372)                                               |
| Titolo II     | Del giudizio di prima cognizione (Artt. 373–476)                                     |
| Titolo III    | Del giudizio sulle impugnazioni (Artt. 477–553)                                      |
|               |                                                                                      |
| Libro quarto  | Della esecuzione e di alcuni procedimenti speciali                                   |
| Titolo I      | Regole generali sulla esecuzione (Artt. 554–560)                                     |
| Titolo II     | Della esecuzione per gli effetti penali (Artt. 561–598)                              |
| Titolo III    | Della esecuzione per gli effetti civili (Artt. 599–617)                              |
| Titolo IV     | Del casellario giudiziale e della riabilitazione dei condannati (Artt. 618–634)      |
| Titolo V      | Dei rapporti giurisdizionali tra le autorità italiane e le straniere (Artt. 635–653) |